# Yevstignéi Fomín
Yevstignéi Ipátievich Fomín (en ruso: Евстигне́й Ипа́тьевич Фоми́н, romanización Evstignej Ipat'evič Fomin) (San Petersburgo, 16 de agosto de 1761-ibidem, 28 de abril de 1800) fue un compositor ruso. 

## Biografía
Estudió en San Petersburgo y amplió su formación en Bolonia con el padre Martini. Con libreto de la emperatriz Catalina II compuso la ópera-ballet Novgorodskiy bogatyr’ Boyeslayevich (Boyeslayevich, el héroe de Novgorod, 1786). Su obra más famosa es el melodrama Orfey i Evridika (Orfeo y Eurídice, 1788).

## Óperas
- Novgorodskiy bogatyr’ Boyeslayevich (1786)
- Yamshchiki na podstave (Los cocheros en la estación de relevos, 1787)
- Vecherinki, ili Gaday, gaday devitsa (Soirées, 1788)
- Koldun, vorozheya i svakha (Mago, adivino y casamentero, 1789)
- Orfey i Evridika (Orfeo y Eurídice, 1792)
- Amerikantsy (Los americanos, 1800)
- Klorida i Milon (Clorida y Milón, 1800)
- Zolotoye yabloko (La manzana de oro, 1803)